# Alexander Roinashvili
Alexander Roinashvili (en georgiano: ალექსანდრე როინაშვილი), también conocido por su nombre rusificado, Alexander Solomonovich Roinov (en ruso: Александр Соломонович Роинов) (1846-1898) fue el primer fotógrafo georgiano. Es conocido por sus fotografías de paisajes caucásicos y retratos de intelectuales georgianos contemporáneos.

Nacido en la comunidad montañosa de Dusheti, al este de Georgia, entonces parte del Imperio Ruso, Roinashvili tomó clases de fotografía en el estudio Khlamov en Tiflis. Comenzó su carrera como fotógrafo en esa ciudad en 1865 y pronto montó su propio estudio. Estrechamente asociado con el movimiento nacional georgiano, participó en la documentación del patrimonio cultural en Georgia y organizó un museo móvil de fotografía que recorrió el Cáucaso y el interior del territorio ruso.

## Galería de fotos

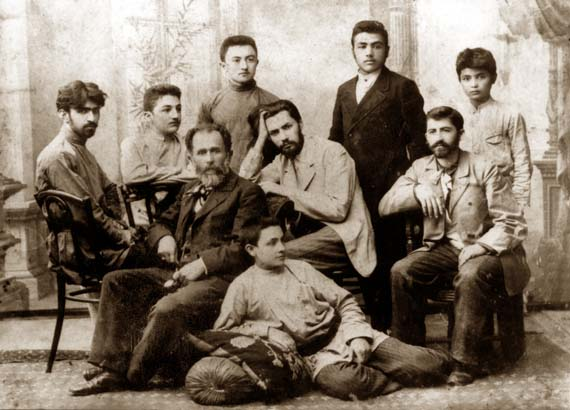
Alexander con pupilos
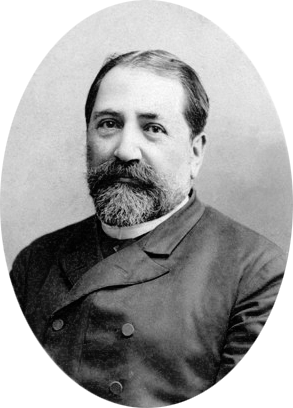
Fotografía de Ilia Chavchavadze por Alexander Roinashvili
Shota Rustaveli
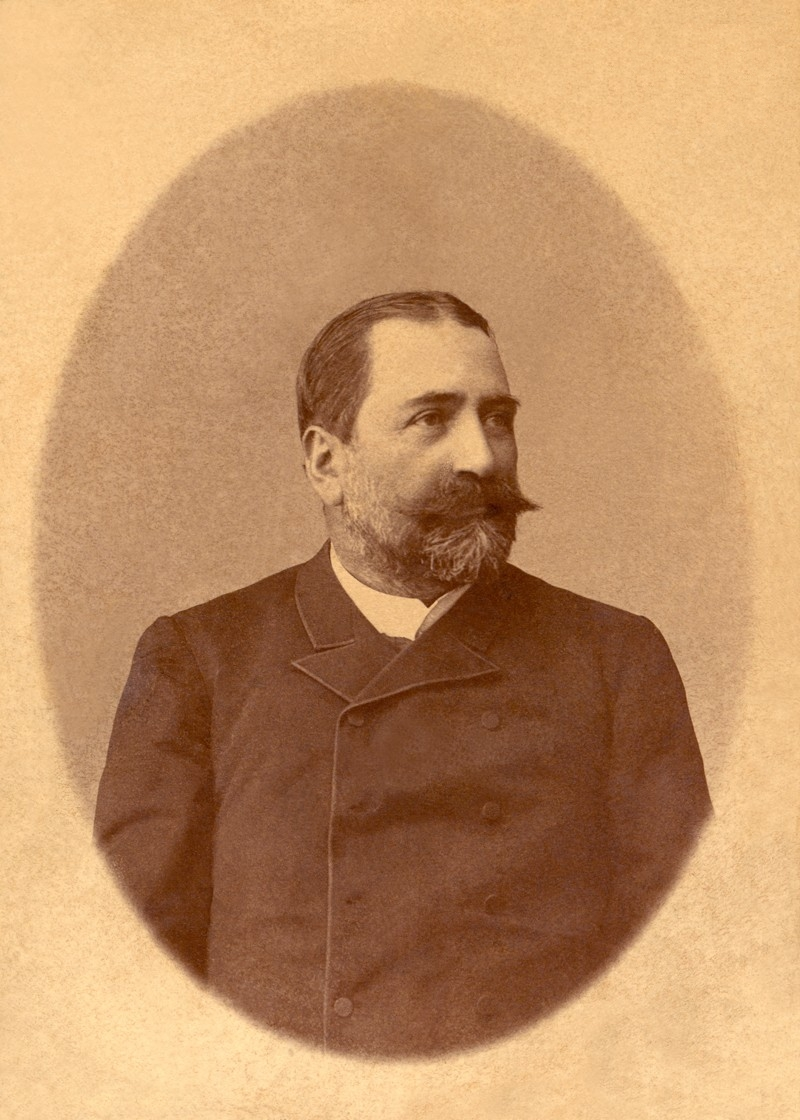
Ilia Chavchavadze
Vaja-Pshavela
Iakob Gogebashvili
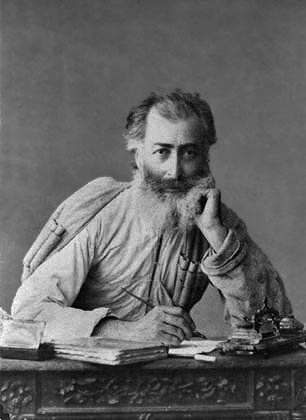
Aleksandre Kazbegi

Fotografía georgiana

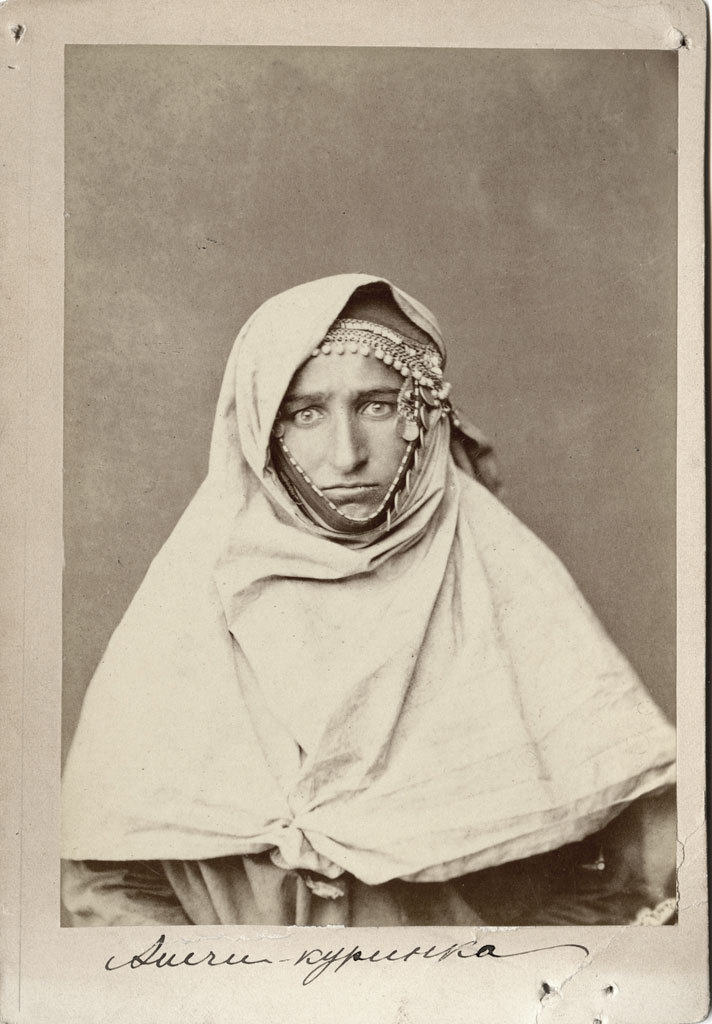
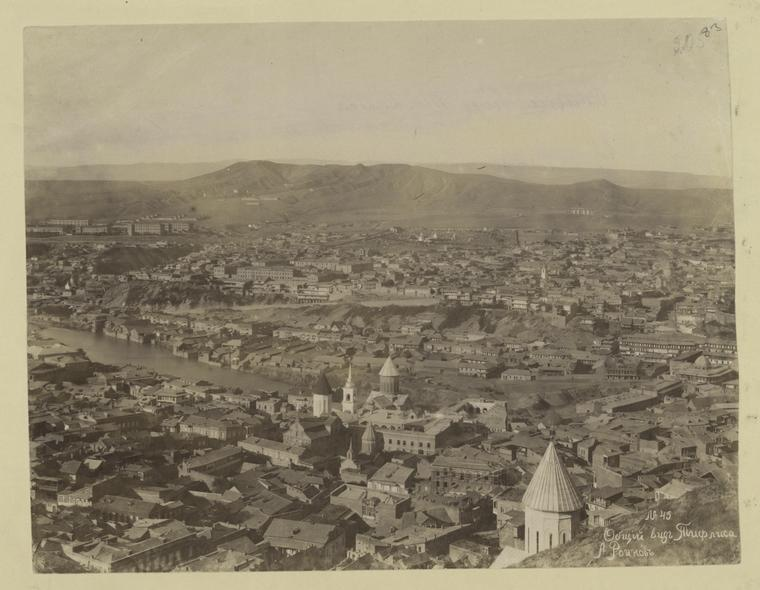
Общий вид Тифлиса